# Algériai arab nyelv
Az algériai arab nyelv, vagy más néven algír nyelv, algériai nyelv az arab nyelv Algériában beszélt változata, jóllehet az ország hivatalos nyelve a klasszikus arab (ezenkívül a francia is), de az algériai arab jóval eltérőbb tőle és a Közel-Keleten beszélt változatoktól. Egyik oka ennek, hogy Algéria már jóval Észak-Afrikán belül van, távolabb a Közel-Kelettől, ráadásul az algériai arab igen erős a berber szubsztrátumok hatása. A berberek a térség őslakos népe, amelyek az évszázadok alatt erősen befolyásolták az itteni arab nyelvet, de rajtuk kívül a török uralom idejéből a török nyelv, a gyarmati időkből pedig a spanyol nyelv, de leginkább a francia nyelv hatott az algériai arabra. Beszélőinek száma tekintélyes, 35 millió embert tesz ki. Az algériai arab nyelv a maghrebi arab nyelvek csoportjába tartozik, mint a marokkói, tunéziai és líbiai arab nyelvek.
Az algériai arab használatos a televízió és az újságok egyes részeiben, a szépirodalomban, a zenei életben, a mindennapi életben, de a politikusok és tisztviselők is gyakorta használják a könnyebb kommunikáció végett. Számos modern irodalmi kísérlet született már az algériai arab nyelven, köztük Káteb Jászín részéről, aki írt számos szépprózát algériai arabul és az algír függetlenség egyik szószólója volt. Wikipédia internetes enciklopédia megalakítását is megszavazták, ennek ellenére egyelőre nem beszélhetünk még az algériai arab esetében kodifikált irodalmi normákról, mert a nyelv ápolásával foglalkozók saját nyelvjárásukhoz igazodnak és nincs központosított szervezet az algériai arab sztenderdizálására.
Az algériai arab nyelv dialektustérképe nagyon változatos, a nyelvjárások gyakran nem értik egymást, amely a földrajzi távolságnak, vagy a sivatagoknak tudható be. Általában minden nagyobb városban beszélnek egy külön nyelvjárást, a határok mentén beszélt algériai arab nyelvjárások a szomszédos államokban beszélt arab nyelvekre hasonlítanak. A nyelvjárások hangeltolódásai, hangsúlyváltozásai és hangsúlyozása oly mértékben mutatnak jelentős különbségeket, hogy könnyű észrevenni az algériai nyelvjárások közti differenciákat. Bizonyos nyelvjárások úgymond hozzácsapódtak az algériai arabhoz. A rekonkviszta után a Spanyolországból menekülő arabok közül sokan Algériában leltek menedéket és nyelvük összeolvadt az algériai arabbal. Az egykori andalúziai arab nyelv is a maghrebi nyelvek részét képezte.

## Fordítás
- Ez a szócikk részben vagy egészben  az   Algerian Arabic című angol Wikipédia-szócikk fordításán alapul.  Az eredeti cikk szerkesztőit annak laptörténete sorolja fel. Ez a jelzés csupán a megfogalmazás eredetét és a szerzői jogokat jelzi, nem szolgál a cikkben szereplő információk forrásmegjelöléseként.